# Ahven-klass
Ahven-klass var en fartygsklass bestående av små finländska minsvepare som byggdes 1937 och som tjänstgjorde i den finländska marinen under det andra världskriget. Fartygen byggdes av Åbo Båtvarf i Åbo. Ahven-klassens båtar utvecklades från de gamla A-båtarna. De efterföljande båtarna i Kuha-klassen utvecklades i sin tur ifrån Ahven-klassen. Fartygen skrotades 1961.

## Fartyg av klassen
- Ahven 1 (Ahven)
- Ahven 2 (Kiiski)
- Ahven 3 (Muikku)
- Ahven 4 (Sarki)
- Ahven 5 (Kuore)
- Ahven 6 (Lahna)